# 夫を社会的に抹殺する5つの方法
『夫を社会的に抹殺する5つの方法』（おっとをしゃかいてきにまっさつするいつつのほうほう）は、原作：三田たたみ、作画：アップクロスによる日本のWeb漫画。2022年10月15日から、GIGATOON Studioの制作でDMMブックスにて連載中。略称は「オトサツ」。2024年10月17日から、Season3が「LINEマンガ」、「ebookjapan」、「DMMブックス」にて先行配信をスタートし、現時点で連載中。
夫からDVやモラハラを受け流産した主人公の女性が、謎の手紙の指示に従い夫を社会的に制裁していく中で、自分の人生を見つめ直していく物語。
2023年1月期にテレビ東京系列にてSeason1が、2024年1月期にSeason2がテレビドラマ化された。

## あらすじ
【Season 1】
奥田茜は大輔と結婚し専業主婦となり、幸せな結婚生活を送れると思っていた。しかし、次第に大輔は茜に対してDVやモラハラをするようになり少しずつ茜は追い詰められていく中、子供ができれば大輔は変わってくれるだろうと信じていた。ある日茜は妊娠するが、それを大輔に告白する前にDVされたことが原因で流産してしまう。絶望の中、更に大輔が浮気していたことを知った茜は大輔を殺し自らも死のうと考える。その時、茜は郵便ポストに「夫を社会的に抹殺する5つの方法」と書かれた手紙を見つけ大輔への社会的制裁を決意する。

## 登場人物

### 【Season 1】
奥田 茜（おくだ あかね）（※離婚後の姓は言及なし）→ 茜（あかね）（Season 1 〜）
専業主婦。夫・大輔からのDVやモラハラに苦しみ、念願の子供を流産したところ、送られてくる謎の手紙の指示に従い、夫を社会的に制裁していく。幼少の頃、父親からDVとモラハラを母親とともに受けてきたが、父親の飲酒運転により両親を既に亡くしている。大輔とその両親に復讐したあと大輔と離婚して奥田家を出る。離婚成立後、結婚時と異なる人格となった大輔と再会する。
第2弾の時点で、お互い離れていた方がいいと言う考えから、仮面の男＝大輔Bからプロポーズを受け入れることはなかったが、大輔Bに頼ることなく身近な誰かを助けられるために強い人間になることを大輔Bと約束していた。社会人学生として働きながら大学に通い、卒業後は子どもたちのためのボランティア活動を始め、5年後に結婚（再婚）し、娘・葵を儲ける。家事・育児の傍ら「仮面の男」の任務を引き継ぎモラハラ夫に苦しむ妻たちの復讐を手伝う。
奥田 大輔（おくだ だいすけ）
茜の夫。茜にモラハラとDVを行う。茜がかつて勤務した会社「And U（アンドユー）」ではクリエイティブディレクターに就任している。茜からの復讐で、社会的に制裁される。実家は「奥田産業」を経営していて、会社をクビになったあとは家業を継ぐべく実家から呼び出される。「奥田産業」では常務取締役を務める傍ら、自らインフルエンサーとして活躍するようになるが、茜と達也（大輔の学生時代の同級生）のそれぞれの策略で動画への批判コメントが炎上し、達也への酷いいじめや「And U」でのデザイン盗用が視聴者の知るところになってしまう。そのため解雇処分となり、実家の父親に呼び出された家業を手伝うべく地元に戻って茜と共に実家の離れに住む。会社資金不正使用を理由に、全員一致で常務取締役を解任されてしまう。
仮面の男（Season 1） /  大輔B
大輔に社会的制裁を与えるよう、茜に手紙を送り動画配信で指示を出す謎の男。その正体は大輔の別人格（大輔B）。幼少時から跡取りとして父親から厳しすぎる躾を体罰を受けてきた影響によって解離性同一性障害となる。大輔に二重人格、つまり歪んだ性格で茜にも暴力を振るう大輔Aと、歪む前の本来の人格を持つ大輔Bが形成された。
西野 早苗（にしの さなえ）
茜の勤務時代の後輩。茜をいつも気にかける良き相談相手。
宇佐美 麻里佳（うさみ まりか）
大輔の会社の派遣社員。大輔の浮気相手。のちに大輔に愛想を尽かしたため浮気解消となる。
安藤 純（あんどう じゅん）（Season 1、Season 3）
大輔の会社の後輩社員。大輔の浮気の様子を盗聴して嘔吐した茜を助ける。外面のよい大輔からパワハラを受けていて、自分の作ったデザインを大輔に盗用される。実は「And U」創業者の親族の一人。大輔の自宅で茜と再会し、それ以来友人のように親しくなる。茜を守りたい気持ちから茜に告白するが、大輔への復讐に安藤を巻き込むことはできない理由から茜に告白を受け入れられなかった。
第3弾では、仮面の男（＝茜）に協力している。
奥田 和美（おくだ かずみ）
大輔の姉。実家に住んでいた頃、過去に親から大輔と同様に家の厳しい躾で教育虐待や精神的虐待を受け続けてきた。そのため実家とは縁を切って一人暮らしをしている。奥田家のメンバーのうち唯一まともで茜に思いやりがある。自分よりひどい躾と虐待を受けてきた大輔に同情する。復讐の実現を果たし離婚した茜とは友人関係として親交を続ける。
大輔の父
「奥田産業」の代表取締役。大輔がAnd Uをクビになったことを知り、家業を継がせるべく大輔と茜を地元に呼び寄せる。跡取りの大輔に長年厳しい躾と体罰を与え、茜にはセクハラし、妻には奥田家の妻としての義務を押し付ける。大輔による会社資金不正使用が明らかになると、臨時会議では全員一致で代表取締役を解任される。。経理課に所属する小村とは愛人関係にあったが、その事実を知り精神のバランスを崩した妻に母屋を焼かれる。手持ちの金を全て持ち出して姿をくらますが、大輔Bに金を奪われてしまう。
大輔の母
夫と同様、茜に跡取りを産むことを期待し、奥田家の嫁としての務めをするよう重んじる。和美に厳しく接する一方、跡取り息子の大輔を溺愛し甘やかし育ててきた。夫の裏切りを早くから知っていて、奥田家への恨みから母屋に放火し、茜を庇った大輔を差し違える。その後は精神バランスを崩し入院し、茜を和美と勘違いするなど、認知力と判断力の低下が伺われる。
榊 達也（さかき たつや）（Season 1、Season2）
大輔の学生時代の同級生。学生時代に大輔から度々いじめを受け続けてきた。地元で働く傍ら臨床心理士の資格を持つ。茜が大輔のDVとモラハラで苦しんでいるのを知る。茜と会ってカウンセリングを行なううちに茜の気持ちに共感し、大輔からのいじめ証拠の動画を自身のSNSに投稿して大輔を追い詰める。茜への告白は叶わなかったものの、自分たちと同じようにいじめられて苦しむ人たちを助けてあげたいという決意からカウンセラーを志して転身する。
第2弾では、不祥事を起こした透の代わって番組のゲストとして出演するようになる。
長澤 光太郎（ながさわ こうたろう）
和美とは同郷の幼馴染。「奥田産業」の最年少取締役かつて結婚していたが、元妻の浮気がもとで既に離婚している。和美の紹介により知り合った茜から大輔の会社資金の不正使用を聞く。臨時取締役会ではその問題を取り上げて大輔を常務取締役解任、さらに彼の父親を代表取締役辞任へと追い込む。茜に告白をするものの、大輔や奥田家への復讐を続ける茜に断られる。奥田産業の不正問題、奥田家の母屋全焼を境に、奥田産業を立て直すべく社名を改名したあとは自ら専務取締役に就任する。
小村（こむら）
奥田産業の経理課に勤める中年の女性。大輔の父とは愛人関係にあったが、過去に子供を妊娠していたときに大輔の父の言動により子供をおろさせられたことがある。長年大輔の父のために裏金を作り続けてきたことへの責任から、会社を退職し町から姿を消す。

### 【Season 2】
日野 美咲（ひの みさき）（Season 2）→ 樫原 美咲（かしはら みさき）（Season 3）
専業主婦。26歳。透とのできちゃった結婚を経て優斗のアレルギーと向き合いながら育児に専念している。怪我で地元の病院に入院中の父親を見舞いに行くが、優斗が急死したことを知る。
優斗の死の事実を知り、仮面の協力のもとで透と瑠香への復讐を行い続ける。
透との離婚を経て優斗の一周忌法要を透の代理で営んだあと東京から地元に戻ることを決意する。透が瑠香を連れて日野家の別荘で義両親（透の両親）に会うことを既に知り、義両親、虎太郎の協力で警察を密かに通報し、透と瑠香を逮捕まで追い詰める。
復讐を終えて獄中の透と絶縁したたあと、優斗の墓の前で報告し、虎太郎に見送られながら地元へ帰る。帰郷後は母親と事業を始める。
第3弾では、街中で『港区ドM男』を目撃する。虎太郎とは再婚する。茜に依頼された任務を引き受け実行したあと、取材に行く虎太郎とともに海外へ暫く渡る。
日野 透（ひの とおる）
美咲の夫。日野家次男で、跡取り息子。30歳。大手出版社の編集者。大学時代の美咲のアルバイト先である喫茶店の常連客だった。そのときに美咲と知り合い交際を深めた後に結婚した。優斗の誕生後もテレビのワイドショーに出演するなどして忙しくする一方、美咲が子育てに忙しく夜の営みを持てないため瑠香と不倫関係をもつ。外面でイクメンを通しているが、実際は無責任で家事と子育てに非協力的である。瑠香と多目的トイレで情交したことが美咲や会社で知られると、数々の問題も問われ出版社を懲戒解雇される。再就職先を探し回るが、トイレでのスキャンダルや懲戒解雇がもとで採用されることはなかった。
自身の産まれる前にかつて兄の明がいたが、母親の電話中に幼少の明が蝶を追いかけて踏み外した庭石に落ちて転落死したため、実質上は日野家の跡取り息子である。
実家に里帰り中に両親の面前で美咲を離婚に追い込むが、逆に美咲から優斗の急逝の原因が自分の不注意と保護責任者遺棄であること、瑠香との不倫が明らかになってしまう。その後は勘当され瑠香のマンションに同棲するが、勝手にブランドバッグを全て売った理由で本性を表した瑠香から虐待に近い体罰を受ける。瑠香から結婚をするため美咲に離婚を迫るが、美咲に催涙スプレーをかけられ逃げられる。美咲が樫原と不倫しているのではと疑り、美咲のアパートの階段から樫原を突き落とす。樫原のいる病室を訪問する直後に美咲から離婚届を突き出される。瑠香と再婚するが、瑠香の妊娠が嘘であることに気づかなかった。断絶中の両親に報告するために別荘で気まずいながらも親子で再会するが、瑠香の罠で殺害されそうになる。自分も殺害される寸前に、優斗のアナフィラキシーショック死などの件で逮捕される。自身の服役中に面会訪問した美咲に見捨てられる。
日野 優斗（ひの ゆうと）
美咲と透の一人息子。3歳。呼吸困難になるほどの食物アレルギーを抱えている。美咲が父の見舞い目的の帰省を終えて帰宅する最中に、透に自宅に呼ばれた女性（瑠香）の持参したクッキーを一人で食べてしまい透たちが不倫で目の離した隙にアナフィラキシーショックを起こして亡くなる。月命日は12月30日。
愛原 瑠香（あいはら るか）
透の不倫相手。グラマラスでスレンダーな肢体をもつ妖艶な美女。美咲が優斗を育てている時点で既に透と不倫関係を持つ。
北海道出身のホステス。幼少時から母子家庭育ちで母親から虐待・体罰を受けてきたが、マンション隣部屋の中年男性に助けられた。その後男性とは交流が続き、次第に自分の言うことに従うようになった男性を三日に一度の食事を与えるなど死なせない方法で苦しめた。瑠香が15歳の頃、隣部屋の中年男性が瑠香の母親を殺害、その直後に自殺する。そのときに殺人を教唆した瑠香は出奔し、逃げるように東京に移った（自分の素性を隠すため整形などを繰り返し続けているが、逮捕時に元から歪んだ顎を見られる）。
優斗の急死の件で日野家を追われた透とマンションで同棲、離婚後も彼とは新婚旅行中でも愛欲の日々を送り続け、ヒモ男に成り下がった透に毎日金を渡す。
母親から虐待と体罰を受けさせられてきた影響により、精神的に歪みサイコパス人間である。自分と関わりのある男性たちの連続不審死事件を起こしたり、透との同棲中に本性を表して彼を死なない方法で苦しめたりするようになった。また資産家の不審死との関与の件で秘かに追跡する女性記者（虎太郎の後輩記者）も殺害した。優斗が生きていた頃に密かに公園でもストーカーをしてきたが、そのときは優斗を亡き者にしようと計画し差し入れのお菓子を食べさせアナフ被害者がアレルギーを起こして急死している）。嘘の妊娠を装い、透の両親ともども透を自殺に見せかけて殺害しようとするが、美咲たちからの通報を受けて待機した警察に逮捕され殺害は失敗に終わる。刑事裁判では今までの数々の罪に問われ、死刑判決を受ける。
樫原 虎太郎（かしはら こたろう）（Season 2 〜）
週刊誌の記者。優斗を失った後の美咲と出会う。美咲と親交をもち、美咲の透への復讐を見守る。実は瑠香を密かに追っていて、瑠香の壮絶な過去、彼女の関与する連続不審死事件を美咲に初めて教える。美咲への想いから復讐を思いとどまるよう説得するが、透たちのせいで優斗の命を非情に奪われてつらい思いをしてきた美咲から復讐は諦めないと反論される。美咲が樫原と不倫しているのではないかと思い込んだ透に美咲のアパート前で待ち伏せされて階下へ突き落とされてしまう。頭の怪我を負い入院するものの、退院後は優斗の墓前で美咲と会う。駅まで最後まで見送る際、郷里に帰る美咲に餞別で手袋をプレゼントした。
第三弾では健二と彼の母親・安子の記者会見では取材記者の一人として健二に質疑する。美咲の後夫（再婚相手）。
透の父親（ドラマ版日野聡一郎）
経済的に裕福な日野家に一生懸命溶け込む美咲に良心的で、孫息子・優斗の葬儀で美咲をなだめる。転落させられたときの足の骨折療養目的で透が日野家に帰省するが、その後家族会議で美咲に有らぬ疑いで無責任に離婚を突きつける透が火遊びを続け優斗を急死させたことを知り激怒して責める。妻とともに美咲に透の非礼を詫び、美咲を娘のように接する。
透の母親（ドラマ版日野真寿美）
唯一の跡取り息子（戸籍上では次男）である透を溺愛している。透の嫁になった美咲には優斗の死後も厳しく接していたが、優斗のアナフィラキシーショック死の原因が透にあると知り、人の心を持たない透に二度と顔を見せるなと激昂する。母屋の外で不慮の事故死した長男・明の分まで透に幸せになってもらいたく家の跡取りとして透をずっと大切に育ててきた。透が逃げ出したあとは美咲に今までの非礼を詫びる。以後は美咲と打ち解け合い、優斗の一周忌法要でも美咲を娘のように思いやる。
鈴木 卓也（すずき たくや）
透の大学の同じサークルで知り合った悪友。通称「スズタク」。大学時代で透たちサークルの仲間一同で女子大生を強姦し自殺に追い込ませた過去がある。美咲の調査によると、犯罪経歴は婦女暴行の他に、窃盗、恐喝、轢き逃げも含まれていた。犯罪の露見を恐れ逃げるように一時期海外に避難していたが、結婚をきっかけにSNSを通じて透と久しぶりに再会する。短絡的で結婚でも散財する性格である。
美咲の罠だとは知らず、透と投資活動を始めるが、二人で出した金を投資したあと会社は消えてそのまま持ち逃げされる。その後は投資に1000万円出した透とトラブルになり激昂から透を殴る。透が免許証を持つ状態で自己責任で投資詐欺（実際は美咲からの復讐）に引っ掛かって1000万円を失ったという告白をする様子を動画で撮影し、妙なことしたら（その動画を）拡散すると脅す。
逮捕後の透が刑務所に収監されている時点で、最後は詐欺罪で逮捕されている。
仮面の男（Season 2 〜）
正体は第1弾の主人公・茜。当初は結婚相手が明らかにされていないが、既婚者で葵という娘がいる。娘の葵は生前の優斗とは幼稚園の同級生で仲がよかった。優斗の墓参りでは美咲と再会する。

### 【Season 3】
石橋陽南子（いしばし ひなこ）→ 久我陽南子（くが ひなこ）
専業主婦。旧姓: 久我。25歳（新婚当初）→26歳。父親は代々続く「久我商事」を経営したが、既に経営は傾いている。母親は山手の旧家の出身で、妹が1人いる。
国会議員の次男・健二とは「久我商事」の百周年記念祝賀会で知り合い、お見合いを経て一年前に結婚する。横浜の石橋家の離れに夫婦で暮らす。義父が亡くなり、結婚生活一年目のトラウマの出来事がきっかけで心身を傷けられ自傷行為(PTSD)を起こす。自己中心でモラハラする健二への憎悪を抱き「仮面の男」の協力のもとで復讐を始め、石橋家が失墜するまでの様子を傍観する。
心身共に回復したあと、議員の妻としての役割復帰し、対応の良さと働きぶりから周囲の信頼を受ける。
義兄の勇一がを伴って帰国した後の時点では会話を盗聴する最中に健二が勇一の妻・亜梨沙と既に不倫関係同士であること、加えて白浜が自分を襲った本来の目的も知る。仮面の男に最後の復讐を依頼し、健二と亜梨沙、そして性加害者の白浜社長への最後の復讐を果たし、健二との離婚も実現する。
石橋健二（いしばし けんじ）
陽南子の夫。竜太郎と安子の次男。30歳。
兄の代わりに自身は横浜市の「民自党」二世議員として父親と同じ政界に入るが、もともと政治活動に積極的な意欲はあるわけでない。破天荒な性格は父親譲りだが、自己中心な性格である。
当初は竜太郎の秘書を務めてきたが、竜太郎が病に倒れると意思を引き継ぎ選挙で国会議員に立候補する。
自身のSNS裏アカウントによると、ドMが趣味である。陽南子の要望を受けた茜からドSプレイを受けるが、放置プレイのあと恐怖から覆面と褌のままで逃げ出して『港区ドM男』として正体を知られることなく世間の話題として騒がれる。正体は知られなかったが、その後の度重なる不祥事と失態により国民の支持を失い政界を追われる。急遽帰国した兄・勇一が議員に新規で立候補すると、焦りと苛立ちから白浜に依頼して勇一を事故に見せかけて殺害させるが失敗に終わる。
記者たちの前で勇一が鬼の形相で登場し、数々の不祥事や失態を暴かれてしまう。陽南子との離婚から程なく陽南子の提案と石橋家の指示で強制的に発展途上国に送られ炭鉱労働をさせられることになった。
議員でありながらもお騒がせ行動だけでなく、新秘書へのパワハラ行動をとる、兄嫁と密かに不貞関係を持つなど数多くの問題が絶えない。
石橋竜太郎（いしばし りゅうたろう）
健二の父親。長らく国会議員を務めてきたが、陽南子と健二との結婚の翌年に病で倒れる。既に故人。
石橋安子（いしばし やすこ）
竜太郎の妻で、勇一と健二の母親。後援会会長。冷静沈着に対応する行動ぶり、人身掌握術に長けているため周囲から女帝と呼ばれている。竜太郎の死後は一時期気落ちして伏せっていたが、ようやく回復して後援会に復帰する。本来は軽薄な健二でなく聡明かつ将来有望な勇一に政界に入って跡を継いでもらいたいと望んでいた。神威選手との対戦で怪我・入院をした健二の記者会見に同伴する。陽南子の復讐を最初に知る人物で、「健二の失態は自業自得。いずれ責任を取らせる。でもこれ以上石橋家の名前を傷つけるのは許さない」と陽南子に忠告する一方、仮面の男（＝茜）にはトークルーム上で「健二の不始末は全て親である私の責任で私の責任です。私の方でけじめをつけさせるのでどうか石橋家から手を引いてください」と頼み込む。陽南子の心情を知り仮面の男（＝茜）に共感する。竜太郎の法事時では、健二に議員を辞めた後は他の職を探すよう説得するが、楯突いて悪態をつく健二の性格と行動ぶりを見て、育て方を間違えたと健二に失望する。
陽南子の復讐には勇一、竹中らともに協力する。健二、亜梨沙、白浜が捕らえられると、健二と亜梨沙との不倫時の会話の録音から健二が白浜と手を組んで陽南子が性被害させられたに激怒する。
若かりし頃は施設「とりかぶと園」の職員から暴行を受けてきたところを竜太郎に救われ、その恩により、交際を経て竜太郎と結婚した。
石橋勇一（いしばし ゆういち）
健二の兄で、竜太郎と安子の長男。
聡明かつ意欲的で、海外でNPOの仕事でするなど高い志の持ち主。仮面の男（＝茜）や安子からの依頼により夫婦揃って帰国し、陽南子と初対面する。性格と行動は健二とは正反対。
自分への恐ろしい企みを事前に知った陽南子と仮面の男（＝茜）の指示どおりに死体のふりをしたあと、健二と亜梨沙に内心愛想を尽かす。
殺害未遂事件に巻き込まれたにもかかわらず、無事に議員当選を実現する。　　
石橋亜梨沙（いしばし ありさ）
勇一の妻。健二とは同じ高校の同級生。陽南子とは正反対で派手好きなタイプ。帰国後は石橋家に帰らずホテルで健二と密会する。既に健二とは高校時代からの交際関係を経て不倫関係がある。
健二と手を組み、邪魔な存在の勇一を交通事故に見せかけて亡き者にしようとするが、事前に指示を受けて助かった勇一に不倫や殺害未遂などを知られてしまう。健二とともに拘束され離れの蔵に閉じ込められたあと、勇一からの要求通りに離婚し、鉱山での労働で罪を償うことを条件に健二と共々に発展途上国に送られる。
城浜（しろはま）
建設会社を経営する社長。国会議員時代の竜太郎に長年お世話になっていた。健二がなんでもするという条件で支援する。陽南子と健二との会食・接待後は酒で酔った陽南子に性暴力で暴行する。
議員生命を失った健二からの依頼で勇一を亡き者にすることに協力するが、既に先を読んだ陽南子たちに阻まれ失敗し捕らわれた状態で記者たちの前で見せしめにされる。最後は陽南子の復讐シナリオどおりで、石橋家によって交通事故に見せかけて始末される。
茜（あかね）
第2弾に引き続き、「仮面の男」として再登場。陽菜子の健二への復讐に協力をする。
安藤純（あんどう じゅん）
第1弾では、茜にかつて恋心を抱いていたが、今は茜に協力している。
樫原美咲（かしはら みさき）
第2弾の主人公。旧姓：日野。虎太郎と再婚している。
樫原虎太郎（かしはら こたろう）
第2弾から登場する記者。美咲の後夫。
神威獅斗（かむい しど）
ベテラン格闘家。現役選手だった頃、チャンピオンとして知られている。
横浜市内で開催された格闘イベント「RYDEEN（ライディーン）」に出演。特別出演した健二にメダルを齧られ、怒りを買って健二にお見舞いした。
和泉（いずみ）
前内閣総理大臣。女癖が悪く、コンパニオンでも自分の利益のために巧みに健二を利用する。
竹中（たけなか）
竜太郎の代からの古参秘書。健二の代になっても秘書を続けているが、持病の悪化で療養するという理由を建前とし、議員秘書を辞職する。失態で問題を起こしている健二を見放す。松村が辞めたあとは再び秘書に就くが、健二の身勝手さ・軽率さに愛想を尽かし、安子と勇一とともに陽南子の復讐に協力して健二と亜梨沙を追い詰める。
松村（まつむら）
健二の高校の同級生で、健二からいじめられていた。
竹中の辞職後は健二の秘書を務める。既婚者で、長男を儲けている。頼りない性格で、漢字と読み方を勘違いするなど容量が悪く、健二からバカ男と揶揄される。
ある理由で秘書を辞任し、勇一のいる発展途上国に渡る。
勇一殺害に失敗した健二と亜梨沙が発展途上国に送られることになると二人の監視役を務める。

## 書誌情報
- 三田たたみ（原作）、アップクロス（作画）、GIGATOON Studio（制作）『夫を社会的に抹殺する5つの方法』DMMブックス（電子書籍のみ）

## テレビドラマ
2023年1月11日（10日深夜）から3月15日（14日深夜）まで、テレビ東京系列の「ドラマチューズ!」枠にて放送された。主演は馬場ふみか。
2024年1月10日（9日深夜）から3月27日（26日深夜）まで、シーズン2が同枠にて放送された。主演は高梨臨。
以下、本稿では便宜上、第1作を「S1」、Season2を「S2」の略称で表記する。

### キャスト

#### Season1

##### 主要人物（S1）
奥田茜（おくだ あかね）
演 - 馬場ふみか
専業主婦。結婚生活で夫からDVやモラハラを受け、念願だった第一子を流産してしまう。その直後に「仮面の男」から送られてくる謎の手紙の指示に従い、夫を社会的に制裁していく。
奥田大輔（おくだ だいすけ）
演 - 野村周平（14歳時：海津陽）
茜の夫。広告代理店「OMS」のデザイナー。結婚生活でDVやモラハラで茜を苦しめる。
仮面の男の指示に従う茜によって、人生の5つの幸福要素である「ポジティブ感情」「達成感」「良好な友好関係」「没入感」「人生の意味や意義」を奪われていく。
仮面の男
演 - 野村周平（二役、14歳時：海津陽）
大輔に社会的制裁を与えるよう、茜に手紙を送り動画配信で指示を出す謎の男。その正体は小学生時代に患った解離性同一性障害により現れた「麦原明」を名乗る、大輔のもうひとりの人格。

##### 周辺人物（S1）
工藤凛
演 - 佐藤玲
茜の親友。週刊誌のライター。茜の復讐に協力する。
西野早苗（にしの さなえ）
演 - 岡本夏美
茜が「OMS」勤務時代の後輩。良き相談相手。茜の復讐に協力する。
ここまちゃん
演 - 永瀬莉子
茜が視聴する引きこもり系YouTuber。
誹謗中傷してきたアンチの個人情報を晒し、社会的制裁を行い登録者数を伸ばす。
茜は大輔への社会的制裁を彼女の行いに重ね合わせ正義と信じていたが、ある日ネットが炎上したことを苦に自殺する。
長澤光太郎
演 - 持田将史
大輔の実家の会社「奥田産業」の最年少取締役。奥田和美と幼馴染。
大輔の不正取引を臨時取締役会で報告して会社から追放し、彼の「没入感」を奪う。
奥田和美
演 - 森カンナ（18歳時：菊地麻衣）
大輔の姉。茜に優しく接し、大輔の元から逃げ出した彼女を自宅に匿う。
仮面の男が大輔の部屋から動画を配信していることに気付いた茜に、大輔が小学生のころに解離性同一性障害を患い、多重人格者となったことを明かす。
奥田雅俊
演 - 渡辺いっけい
大輔の父親。「奥田産業」の代表取締役社長。
大輔のいじめ動画で世間からバッシングされると、次期社長となる夫婦の問題だと恥をかかされた責任を取るよう息巻く。
小学生時代の大輔に、顔にあざを作るほどの暴力をふるっていた。
奥田美千子
演 - 宮崎美子
大輔の母親。初孫はまだかと茜にプレッシャーをかけ、「奥田産業」の取締役となった大輔に甲斐甲斐しく尽くすことを強要する。
大輔のいじめ動画で世間からバッシングされると、夫の世話をしていないせいだと、茜を理不尽に責め立てる。

##### ゲスト（S1）
第1話
産婦人科医
演 - 藤吉みわ
診察に来た茜に妊娠6週目と告げる。

第2話
エミリ
演 - 川添野愛
仮面の男に遣わされた茜の復讐の協力者。バーで大輔をナンパし、彼の「ポジティブ感情」を奪う下準備として、彼の酒に下剤を盛る。
宇佐美麻里佳
演 - 新田さちか
大輔の不倫相手。茜の退社後に入れ替わりで「OMS」に入社した新人社員。
エミリとの二股不倫を疑い、下剤を盛られ大衆の面前で脱糞し醜態を晒した大輔を見て、不倫関係を終わらせる。

第3話
工藤くるみ
演 - 塚尾杏樹
凛の娘。
藤井
演 - 伊藤雛乃
「OMS」の女性社員。大輔からデートに誘われている動画が早苗から送信されてくる。
東
演 - 牧亮佑
「OMS」のデザイナー。大輔の後輩。大輔に自分のデザインを盗用され続けていると茜に明かす。
OMSの幹部社員
演 - 越村友一（最終話）、岡雅史
大輔が後輩社員のデザインを盗用していることが内部告発され、雑誌の暴露記事も届けられていると彼を呼び出す。
デザイン制作部から総務部経理課へ異動させ、内定していた広告賞の受賞も辞退させ、大輔の「達成感」を奪う。

第4話
イベントの司会
演 - 藤本真未
大輔たちが主賓で出席した「道の駅かしば」リニューアルオープンイベントの司会者。
赤ちゃん
演 - 小山恵未莉
茜が夢想する、夫婦仲が良い生活を送る大輔と茜が授かった赤ちゃん。
泉川克博
演 - 髙橋雄祐（第5話）（13歳時：本多陽登）
大輔からいじめを受けていた同級生。中学時代の大輔が彼をいじめるガラケーの動画が、茜のもとに仮面の男から送られてくる。
茜は仮面の男の指示でそのいじめ動画をSNSで拡散しネット民から反響を呼び、大輔の「良好な友好関係」を奪う。
しかし、茜にコンタクトを図った泉川は、茜の行いは大輔のいじめと同じで、過去のいじめを思い出し不快だと動画の削除を求める。
泉川をいじめる同級生たち
演 - 大平洋介（第8話）、加賀谷光輝（役名：コウタ、第8話）
泉川を大輔と共にいじめる同級生たち。小学校のころ、大輔が彼の父から暴力を受け、顔に痣ができているのを心配して声をかけるが、大輔から「僕は麦原明だよ」と告げられる。
タカクラコンテンツ@mxu-ummx-fos / 上田実規朗
演 - 上田実規朗
匿名のアンチコメントでここまちゃんをいじめるアンチ民として、彼女から逆襲で顔写真と本名を晒されるネットユーザーのひとり。

第7話
麦原明（むぎはら あきら）
演 - 小柳友（第8話）（15歳時：宍戸晴空）
「be sincere」代表取締役。茜が仮面の男から送られてくるアドレス「mugihara」についてネット検索してヒットした男性。
大輔より年上で地元の知人。中学時代、泉川をいじめる小学生の大輔を注意していた。ある日、塾の帰りに大輔が彼の父親から暴力を受け外で泣いているのを見かけた。東京の高校に進学して以降、大輔とは疎遠になったと、訪ねてきた茜に告げる。

#### Season2

##### 主要人物（S2）
日野美咲（ひの みさき）
演 - 高梨臨
専業主婦。漫画の新人賞に応募し出会った編集者の透の指導の元、プロデビューを目指すが彼との間に優斗を授かり結婚する。結婚後も透に内緒でプロ漫画家を目指していたが、最愛の息子・優斗の死をきっかけに、「仮面」から送られてくる謎の手紙の指示に従い、夫を社会的に制裁していく。
日野透（ひの とおる）
演 - 栁俊太郎
美咲の夫。童永社の漫画雑誌「週刊マシンガン」の編集者。人気コミック『I'm MASK』の原案者。
資産家の家庭に育った高学歴・高収入の人気コミック原案者としてテレビ番組に出演し、世間にはイクメンで通っているが、息子の優斗を瑠香との不倫で自宅に放置しアナフィラキシーショックで死亡させる。
仮面の指示に従う美咲によって、「高収入」「大企業での地位」「資産家の実家」を奪われ、愛人を社会的に抹殺され、美咲が新人漫画賞に応募した作品「夫を社会的に抹殺する5つの方法」で美咲への裏切りを世間に暴露される。
仮面
演 - 馬場ふみか（特別出演、第11話）
透に社会的制裁を与えるよう、美咲に手紙を送り動画配信で指示を出す謎の人物。
その正体はS1の主人公でカフェレストラン「P cube」のオーナー奥田茜。周から透に復讐したいと相談を持ち掛けられ何度も断っていたが、美咲本人が復讐の気持ちを投稿したSNSを見つけ、1年前の自分自身の気持ちや体験に重なり仮面として美咲の復讐に加担することを決意する。しかしその一方で、復讐は無意味で対話をすべきだと美咲に語る。

##### 周辺人物（S2）
日野優斗（ひの ゆうと）
演 - 近江晃成
美咲と透の息子。呼吸困難になるほどの小麦の食物アレルギーを抱える。
瑠香と不倫する透に自宅に放置され、瑠香が持参したマフィンを口にしたためアナフィラキシーショックで亡くなる。
愛原瑠香（あいはら るか）
演 - 桜井玲香
透の不倫相手。ホステス。結婚や出産に興味がないと言いつつ、30歳を前に不安を感じている。
透と美咲を離婚させるため、樫原に不倫の証拠写真をわざと撮影させ、樫原と美咲が不倫している捏造写真も撮影する。
美咲が提供した映像から樫原に殺意から小麦アレルギーの優斗にマフィンを差し出したとスクープされ、社会的に抹殺される。
清水香奈子（しみず かなこ）
演 - 工藤遥
美咲の妹。カフェレストラン「P cube」の雇われ店長。
早川周（はやかわ しゅう）
演 - 市村優汰
日野家の隣に住む不登校の高校生。優斗に懐かれている。
密かに日野家を盗聴・盗撮しており優斗の死の真相を知っていたことから、引きこもりの自分のことを偏見の目で見ない美咲のために透に復讐しようと茜に相談し、仮面の指示を通して透の人生を奪っていく。
しかし家を覗き見られた茜から感謝されるとでも思っていたかと苦言を呈され、見くびらないで欲しいと告げられる。
樫原虎太郎（かじわら こたろう）
演 - 稲葉友
灯文社「週刊ゴールデン」の記者。透と瑠香の不倫を追い、心理カウンセラーの原太志（はら ふとし）と偽名を使い美咲に近づく。
裏では瑠香に探偵として接触し雇われており、彼女の依頼で透と美咲の離婚工作を請け負い依頼料を受け取る。
日野真澄美（ひの ますみ）
演 - 藤田朋子
透の母。孫の優斗を溺愛する。嫁に対する理想が高く、時に美咲に厳しく接する。
優斗の死後は気落ちし、美咲に辛く当たる。
日野聡一郎（ひの そういちろう）
演 - 佐戸井けん太
透の父。一代で財を成した実力者だが、妻の真澄美には頭が上がらない。
仮面から入手した透と瑠香が不倫中、放置された優斗がマフィンを口にしアナフィラキシーショックを起こす映像を美咲から見せられ、親子の縁を切られ家庭が崩壊した透は「資産家の実家」を奪われる。
上田紀文（うえだ のりふみ）
演 - 濱津隆之
「週刊マシンガン」編集部での透の上司。
透の不倫を脅迫する相手（美咲）に会社が口止め料1千万円を支払ったため、2年間の減給、賞与カットとし、透の「高収入」を奪う。
松野みお（まつの みお）
演 - 鈴木美羽
優斗が通う幼稚園の先生。透のファン。
杉山久美（すぎやま くみ）
演 - 高嶋香帆
TV東西のテレビ番組「ミミヨリeveryday!」の制作スタッフ。
清瀬大也（きよせ だいや）
演 - のせりん（第5話 - ）
「P cube」のアルバイト。アメリカのアクターズスクールで役者の勉強をするため資金を貯めている。
宅配業者として美咲に仮面から送られた復讐の小道具である眠気を誘うミントタブレットの入った小包を届ける。

##### ゲスト（S2）
第1話
美咲の母親
演 - 髙木直子（最終話）
美咲と透の結婚式に出席し、資産家の家に嫁いだ娘の結婚を涙して喜ぶ。
神父
演 - 外山誠二（最終話）
美咲と透の結婚式を取り仕切った神父。
仮面ダンサーズ
演 - キース（第7話）、西田政希、ゆうか、さやか、KURO（第7話）、坂本志士男、ミヤタユーヤ、桐木玲花
美咲と透の結婚披露宴の余興でリベンジ仮面のマスクをつけて踊る出席者たち。
医師
演 - 中田春介
優斗の食物アレルギーについて診察する。
公園の子供たち
演 - 伊藤美々（第2話）、長谷川楓（第2話）、五十嵐晴登（第2話）、小川拓真（第2話）
優斗が小麦の食物アレルギーがあると知らずクッキーをあげようとして、美咲に止められる。
東京ホテイソン
たける、ショーゴ
演 - たける（東京ホテイソン、本人役、第3話・第5話・第7話）、ショーゴ（東京ホテイソン、本人役、第3話・第5話・第7話）
「ミミヨリeveryday!」のMC。お笑いコンビ。
廣岡まりあ
演 - 廣岡まりあ（本人役、第3話・第5話・第7話）
「ミミヨリeveryday!」の進行。TV東西アナウンサー。
吉田千絵
演 - 矢島理佐（第2話・第5話・第7話）
「ミミヨリeveryday!」のコメンテーター。ハイパーアートディレクター。
秋山辰雄
演 - 荒木誠（第3話・第5話・第7話）
「ミミヨリeveryday!」のコメンテーター。国際政治学者。
漫画編集者
演 - 仁科咲姫（第2話 - 第6話・最終話）
「週刊マシンガン」編集部での透の同僚。
ダブルジロー
演 - 粟大和（役名：鈴木）（第2話・第7話）、齊藤友暁（第2話・第7話）
「ミミヨリeveryday!」に出演する芸人コンビ。透や上田と瑠香の勤めるクラブで同席する。
門戸未来（もんど みらい）〈25〉
演 - 細川晃弘
無職の男。リベンジ仮面のマスクを被り、住宅街で刃物を振り回し近隣住民に取り押さえられ、駆けつけた警察官に逮捕される。
第2話
赤ちゃん
演 - 中田莉梨
育児雑誌「ひよっ子クラブ」のイクメン特集で透に抱っこされている赤ん坊。
テレビ局の制作スタッフ
演 - 末吉9太郎（第5話・第7話・第11話）
TV東西の制作スタッフ。
第3話
漫画家
演 - 瞳水ひまり
童永社で透と作品の打ち合わせを行う。
女性信者
演 - よしのよしこ
幸福真理教の信者。亡くなった人の魂を呼び起こすことができると街頭で美咲を勧誘する。
テレビ局の制作スタッフ
演 - 斉藤里奈（第7話・第11話）
「ミミヨリeveryday!」の制作スタッフ。
木本
演 - 五十嵐諒（第7話・第11話）
「ミミヨリeveryday!」のAP。透は独立でなくヘマをやらかし実質クビらしいと、童永社にいる同期からの情報を口にする。
第6話
高橋オサム
演 - 本田博太郎（最終話）
業界屈指の大物漫画家。「I'm MASK」で実績のある透を担当編集に指名する。
命を削る思いで創作しており、以前連載を抱えていた出版社で原稿をコーヒーで汚した担当編集が許せず童永社に移籍している。
美咲がすり替えたミントタブレットで眠気に襲われ原稿をコーヒーで汚した透に憤慨し、透は左遷され「大企業での地位」を奪われる。
漫画編集者
演 - 稲垣政成（第7話）、吉木遼（第7話）、中山まりあ（第7話）、白波瀬美月（第7話）、今井蘭（第7話）、井上未優（第7話）、山根彩（第7話）
童永社の漫画編集者。
水谷かよ子
演 - 傳谷英里香（第7話・第9話）
「週刊ゴールデン」での樫原の同僚。
第7話
佐々木リョウ
演 - ベッキー
飲食店「P cube」の客。ランチの味がイメージと違うと、店長の香奈子に理不尽なクレームをつけ謝罪を求め騒ぎ出す。
隣席していた美咲から食事がまずくなるので出て行けと食事代を突き付けられ、飲食店を追い出される。
バーテンダー
演 - 山崎朋弥
出版社を退職し自暴自棄になり酔い潰れる飲み客の透に、奥さんが心配していると声をかける。
テレビ局の制作スタッフ
演 - 和田安佳莉（第9話・第11話）
「ミミヨリeveryday!」の制作スタッフ。APの木本から透は出版社を実質クビになったと聞かされる。
仮面ダンサーズ
演 - ゆうか、じゅんり
公園で踊る仮面ダンサーズ。

### スタッフ
- 原作 - アップクロス・三田たたみ／GIGATOON Studio『夫を社会的に抹殺する5つの方法』（DMMブックス連載中）
- 脚本
  - S1 - 上村奈帆、小坂志宝、服部紘二、倉地雄大（テレビ東京）[46]
  - S2 - 上村奈帆[4]
- 音楽 - 齋藤優輝[47]
- 主題歌 
  - S1 - 伶「So Addictive」（Sony Music Labels）[48]
  - S2 - Natumi.「クルワセ」（avex trax）[49]
- 監督
  - S1 - 上村奈帆、進藤丈広[46]
  - S2 - 上村奈帆、的場政行[4]
- プロデューサー
  - S1 - 倉地雄大（テレビ東京）、櫻田惇平（ホリプロ）[46]
  - S2 - 倉地雄大（テレビ東京）、植田郁子（テレビ東京）、櫻田惇平（ホリプロ）[4]
- 協力プロデューサー - たちばなやすひと（Nemeton）[46][50]
- 制作協力 - ホリプロ
- 製作著作 - テレビ東京

### 放送日程
| 各話          | 放送日        | サブタイトル         | 脚本              | 監督     |
| ------------- | ------------- | -------------------- | ----------------- | -------- |
| episode 01    | 2023年1月11日 | 壊れた心             | 上村奈帆          | 上村奈帆 |
| episode 02    | 1月18日       | 最凶の復讐、始動     | 上村奈帆          | 上村奈帆 |
| episode 03    | 1月25日       | 声にならない声       | 小坂志宝 倉地雄大 | 進藤丈広 |
| episode 04    | 2月01日       | まとわりつく視線     | 小坂志宝          | 進藤丈広 |
| episode 05    | 2月08日       | 暴走する正義感       | 服部紘二 倉地雄大 | 進藤丈広 |
| episode 06    | 2月15日       | 破滅への序章         | 上村奈帆          | 上村奈帆 |
| episode 07    | 2月22日       | 復讐の末路           | 上村奈帆          | 上村奈帆 |
| episode 08    | 3月01日       | 仮面の正体           | 上村奈帆          | 上村奈帆 |
| episode 09    | 3月08日       | 明かされる仮面の過去 | 上村奈帆          | 上村奈帆 |
| final episode | 3月15日       | 終わりと始まり       | 上村奈帆          | 上村奈帆 |

| 各話          | 放送日        | サブタイトル           | 監督     |
| ------------- | ------------- | ---------------------- | -------- |
| episode 01    | 2024年1月10日 | 崩壊する愛おしい日々   | 上村奈帆 |
| episode 02    | 1月17日       | 失われる大きな愛       | 上村奈帆 |
| episode 03    | 1月24日       | 死の真相と夫の裏切り   | 上村奈帆 |
| episode 04    | 1月31日       | 最凶の復讐、始動       | 的場政行 |
| episode 05    | 2月07日       | 許せない夫の悪事       | 的場政行 |
| episode 06    | 2月14日       | 止まらない不倫夫の悪行 | 的場政行 |
| episode 07    | 2月21日       | 暴走する正義感         | 的場政行 |
| episode 08    | 2月28日       | 仕組まれてた罠         | 上村奈帆 |
| episode 09    | 3月06日       | 取り返しのつかない写真 | 上村奈帆 |
| episode 10    | 3月13日       | 逆転した関係性         | 上村奈帆 |
| episode 11    | 3月20日       | 仮面の正体と思惑       | 上村奈帆 |
| final episode | 3月27日       | 復讐の末路             | 上村奈帆 |

### 放送局
| 放送期間                | 放送時間                     | 放送局         | 対象地域       | 備考   |
| ----------------------- | ---------------------------- | -------------- | -------------- | ------ |
| 2023年1月11日 - 3月15日 | 水曜 0:30 - 1:00（火曜深夜） | テレビ東京     | 関東広域圏     | 製作局 |
|                         |                              | テレビ北海道   | 北海道         |        |
|                         |                              | テレビせとうち | 岡山県・香川県 |        |
|                         |                              | TVQ九州放送    | 福岡県         |        |
| 2023年1月14日 - 3月18日 | 土曜 1:40 - 2:10（金曜深夜） | テレビ大阪     | 大阪府         |        |
| 2023年1月17日 - 3月21日 | 火曜 0:30 - 1:00（月曜深夜） | テレビ愛知     | 愛知県         |        |
| 2023年1月26日 - 3月30日 | 木曜 0:45 - 1:15（水曜深夜） | 青森朝日放送   | 青森県         |        |

| 放送期間                | 放送時間                     | 放送局         | 対象地域       | 備考   |
| ----------------------- | ---------------------------- | -------------- | -------------- | ------ |
| 2024年1月10日 - 3月27日 | 水曜 0:30 - 1:00（火曜深夜） | テレビ東京     | 関東広域圏     | 製作局 |
|                         |                              | テレビ北海道   | 北海道         |        |
|                         |                              | テレビ愛知     | 愛知県         |        |
|                         |                              | テレビせとうち | 岡山県・香川県 |        |
|                         |                              | TVQ九州放送    | 福岡県         |        |
| 2024年1月13日 - 3月30日 | 土曜 2:10 - 2:40（金曜深夜） | テレビ大阪     | 大阪府         |        |
| 2024年2月1日 - 4月18日  | 木曜 2:00 - 2:30（水曜深夜） | テレビ和歌山   | 和歌山県       |        |
| 2024年3月24日 -         | 日曜 0:30 - 1:00（土曜深夜） | びわ湖放送     | 滋賀県         |        |

### ネット配信
| 配信開始月 | 配信サイト         | 配信料金     | 備考                      |
| ---------- | ------------------ | ------------ | ------------------------- |
| 2023年1月  | ネットもテレ東     | 広告付き無料 | 見逃し配信                |
| 2023年1月  | TVer               | 広告付き無料 | 見逃し配信                |
| 2023年1月  | GYAO!              | 広告付き無料 | 見逃し配信                |
| 2023年1月  | Paravi             | 定額制有料   | 各話放送終了直後から配信  |
| 2023年1月  | ひかりTV           | 定額制有料   | 各話放送終了直後から配信  |
| 2023年1月  | DMM TV             | 定額制有料   | 各話放送終了直後から配信  |
| 2023年1月  | Amazon Prime Video | 定額制有料   | 各話放送翌朝10:00から配信 |

| 配信開始月 | 配信サイト         | 配信料金     | 備考                     |
| ---------- | ------------------ | ------------ | ------------------------ |
| 2024年1月  | ネットもテレ東     | 広告付き無料 | 見逃し配信               |
| 2024年1月  | TVer               | 広告付き無料 | 見逃し配信               |
| 2024年1月  | U-NEXT             | 定額制有料   | 各話放送終了直後から配信 |
| 2024年1月  | DMM TV             | 定額制有料   | 各話放送終了直後から配信 |
| 2024年1月  | Amazon Prime Video | 定額制有料   |                          |

### スピンオフドラマ
『夫を社会的に抹殺する5つの方法 エピソード0』（- エピソードゼロ）のタイトルで、2023年1月25日にシーズン1の本編第3話放送終了後の1時より、TVerにて期間限定で配信された（各話 5-6分）。テレビ東京がTVerでのアナザーストーリーの制作・配信を行うのは本作が初となる。ドラマ本編では描ききれなかった、茜と大輔のこれまでの日々が描かれる。4月29日からはParaviで配信されている（6月30日よりU-NEXTに統合）。
『夫を社会的に抹殺する5つの方法 Season2エピソード0』（- シーズンツー エピソードゼロ）のタイトルで、2024年2月7日にシーズン2の本編第5話放送終了後の1時より、TVerにて期間限定で配信された（各話 5-6分）。4月4日からはU-NEXTで配信されている。

#### キャスト（スピンオフドラマ S1）
- 奥田茜 - 馬場ふみか[54]
- 奥田大輔 - 野村周平[54]
- 西野早苗 - 岡本夏美[54]
- 奥田和美 - 森カンナ（第8話、最終話）
- 工藤凛 - 佐藤玲（最終話）
- ここまちゃん - 永瀬莉子（第6話）
- 長澤光太郎 - 持田将史（最終話）
- 奥田雅俊 - 渡辺いっけい（最終話）
- 奥田美千子 - 宮崎美子（最終話）

#### キャスト（スピンオフドラマ S2）
- 日野美咲 - 高梨臨
- 日野透 - 栁俊太郎（第1話・第2話・第5話・最終話）
- 日野優斗 - 近江晃成（第5話・最終話）
- 清水香奈子 - 工藤遥（第4話・第6話）
- 早川周 - 市村優汰（第3話）
- 奥田茜 - 馬場ふみか（特別出演、第1話）

#### スタッフ（スピンオフドラマ）
- 原作 - 「夫を社会的に抹殺する5つの方法」 アップクロス・三田たたみ／GIGATOON Studio（DMM ブックス連載中）[56]
- 脚本 
  - S1 - 小坂志宝、 鈴木藍（ホリプロ）、 倉地雄大（テレビ東京）[56]
  - S2 - 上村奈帆
- 主題歌
  - S1 - 伶「So Addictive」（Sony Music Labels）[56]
  - S2 - Natumi.「クルワセ」（avex trax）
- 監督
  - S1 - 櫻田惇平（ホリプロ）、進藤丈広、倉地雄大(テレビ東京)[56]
  - S2 - 上村奈帆
- プロデューサー
  - S1 - 倉地雄大（テレビ東京）、櫻田惇平（ホリプロ）[56]
  - S2 - 倉地雄大（テレビ東京）、植田郁子（テレビ東京）、櫻田惇平（ホリプロ）
- 協力プロデューサー - たちばなやすひと（Nemeton）[56]（S1）
- 制作協力 - ホリプロ[56]
- 製作著作 -  テレビ東京

#### 配信日程
| 各話   | 配信日        | サブタイトル                 | 脚本     | 監督     |
| ------ | ------------- | ---------------------------- | -------- | -------- |
| 第1話  | 2023年1月25日 | 始まりの日                   | 小坂志宝 | 櫻田惇平 |
| 第2話  | 2023年1月25日 | 決意の夜                     | 小坂志宝 | 櫻田惇平 |
| 第3話  | 2月01日       | 眩い夢                       | 小坂志宝 | 櫻田惇平 |
| 第4話  | 2月08日       | ワインの味                   | 鈴木藍   | 進藤丈広 |
| 第5話  | 2月08日       | おかえりなさい               | 鈴木藍   | 進藤丈広 |
| 第6話  | 2月15日       | ここまちゃんとの出会い       | 鈴木藍   | 進藤丈広 |
| 第7話  | 2月22日       | 休日の朝寝坊                 | 小坂志宝 | 進藤丈広 |
| 第8話  | 3月01日       | 世界でたった一つのプレゼント | 小坂志宝 | 進藤丈広 |
| 第9話  | 3月08日       | 2人の約束ごと                | 鈴木藍   | 進藤丈広 |
| 最終話 | 3月15日       | エピローグ                   | 倉地雄大 | 倉地雄大 |

| 各話   | 配信日        | サブタイトル       |
| ------ | ------------- | ------------------ |
| 第1話  | 2024年2月07日 | 愛おしい日々       |
| 第2話  | 2月14日       | どっちに似てる?    |
| 第3話  | 2月21日       | 宝さがし           |
| 第4話  | 2月28日       | 家族には言えない夢 |
| 第5話  | 3月13日       | 父と息子の秘密     |
| 第6話  | 3月20日       | 1人の自由時間      |
| 最終話 | 3月27日       | 幸せのその先に     |

| テレビ東京 ドラマチューズ!                                                    | テレビ東京 ドラマチューズ!                                        | テレビ東京 ドラマチューズ!                                                                                             |
| 前番組                                                                        | 番組名                                                            | 次番組 |
| ----------------------------------------------------------------------------- | ----------------------------------------------------------------- | --- |
| 完全に詰んだイチ子はもうカリスマになるしかないの （2022年11月2日 - 12月21日） | 夫を社会的に抹殺する5つの方法 （2023年1月11日 - 3月15日）         | 何かおかしい （2023年3月22日 - 3月29日） ※シーズン1（第1話・第5話）の再放送 ↓ 何かおかしい2 （2023年4月5日 - 6月21日） |
| THE TRUTH （2023年12月6日 - 12月27日）                                        | 夫を社会的に抹殺する5つの方法 Season2 （2024年1月10日 - 3月27日） | RoOT / ルート （2024年4月3日 - 6月5日）                                                                                |